# 福島県道172号船引停車場線
福島県道172号船引停車場線（ふくしまけんどう172ごう ふねひきていしゃじょうせん）は、福島県田村市を通る一般県道である。

## 路線概要
- 起点：福島県田村市船引町船引字上田中（JR磐越東線船引駅前）
- 終点：福島県田村市船引町船引字北町通
- 総延長：507 m[1]
  - 実延長：総延長に同じ
- 路線認定年月日：1959年8月31日[2]

船引駅から南東方向へ国道288号に至る路線である。地図上では駅の南西方向至近にある福島県道19号船引大越小野線に至る区間も当県道として表記されている場合があるが、福島県土木部発行の道路現況には反映されていない。

### 道路施設
大橋
- 全長：38.1m
- 幅員：8.8m
- 竣工：1967年[3]

船引町船引字五升車、字畑添から字北町通に至り、一級水系阿武隈川水系大滝根川を渡る。橋上は上下対向2車線で供用され、下り線側に歩道が設置されている。

## 通過する自治体
- 福島県
  - 田村市

## 接続・交差する道路
- 国道288号（船引字北町通〈田村市役所入口交差点〉終点）

## 沿線
- JR磐越東線船引駅
- 水天宮天満宮
- 田村市役所